# Psilotreta indecisa
Psilotreta indecisa là một loài Trichoptera trong họ Odontoceridae. Chúng phân bố ở miền Tân bắc.